# Elisabeth Baumann-Schlachter
Elisabeth Baumann-Schlachter (2. července 1887 Thun – 30. března 1941 Bern) byla švýcarská spisovatelka.
Elisabeth Baumann-Schlachter byla druhou dcerou evangelistického kazatele, spisovatele a překladatele Franza Eugena Schlachtera. Své dětství prožila ve švýcarském Bielu, poblíž Bernu, společně se svou starší sestrou a dvěma mladšími bratry. Byla značně ovlivňována otcovým spisovatelským talentem.
Po studiu předškolní pedagogiky založila v Bernu vlastní mateřskou školku. Také působila v Anglii a Římě jako soukromá vychovatelka, kde se naučila perfektně ovládat angličtinu. Ve svých 31 letech se vdala za učitele Gotthilfa Baumanna. Po svatbě se starala o manželovi děti z předchozího manželství, kterým zemřela jejich matka. Záhy se jim narodil syn Franz. Ve svém díle Das Ehebüchlein se zaobírala tématem manželství. 30. března 1941, ve věku 54 let, zemřela stejně jako její otec na žaludeční chorobu.
Celkově publikovala na 28 spisů. Část své tvorby psala v bernském dialektu. V knize Wunderwege nalézáme krátký úvod, ve kterém Baumann-Schlachter popisuje prožité dětství se svým otcem.

## Dílo
- Neui bärndütschi Wiehnachts-Gedichtli für Chinder, 1911
- No meh Wiehnachts-Gedichtli, 1913
- Was Chinder a Familiefeschte chönne säge-n- und uffüehre, 1913
- Die chlyne Patriote. Soldateliedli und Värsli zur Gränzbsetzig, 1914
- Allergattig Värsli für die Chlyne, 1916
- Mys Wiehnachtssprüchli i der böse Zyt, 1917
- Sunne i ds Härz! Neui Värsli und Liedli, 1920
- Weihnachten bei Klein und Groß, 1921
- En Osterhase-Gschicht i Värse, 1922
- Weihnachtslicht. Verse und Aufführungen, 1926
- Das Sorgenbüchlein, 1930
- Das Mutterbüchlein, 1931
- Da heit dir neui Värsli, 1932
- Von der Weihnacht Licht und Freude. Verse, 1933
- Das Ehebüchlein, 1934
- Wei mer öppis üffüehre? Wiehnachtsstückli für Groß und Chly, 1934
- Von Lust und Last im Elternstand, 1936
- Wir feiern Weihnacht! Allerlei Verse für Grosse und Kleine, 1937
- Wunderwege, 1938
- Bärnergmüet, 1938
- Gebetbüchlein für Kinder und solche, welche sie beten lehren, 1939
- Wär wott Wiehnachtsvärsli?, 1941
- Rolf und Peter machen Hilfsdienst. Erzählung, 1942
- Die Zigeunerin; Das lahme Brigittli. Zwei Erzählungen, 1942
- Der kleine Bajass von Flurwylen. Erzählung, 1943[2]
- Bärenwirts Röbeli und der Gottesknab, 1955
- Sorget nichts! Gschichte vo Freud und Leid, 1947/1978
- Weihnachtsverse für Klein und Groß